# ريتشارد كارتر (لاعب كريكت)
ريتشارد كارتر (19 يوليو 1891 في المملكة المتحدة - 24 أغسطس 1969 في المملكة المتحدة) (بالإنجليزية: Richard Carter)‏ هو لاعب كريكت بريطاني (وحمل سابقاً جنسية المملكة المتحدة لبريطانيا العظمى وأيرلندا). لعب مع Norfolk County Cricket Club ‏.

## وصلات خارجية
- ريتشارد كارتر على موقع إي آس بي آن كريك إنفو (الإنجليزية)